# Angylocalyx talbotii
Angylocalyx talbotii är en ärtväxtart som beskrevs av John Hutchinson och John McEwan Dalziel. Angylocalyx talbotii ingår i släktet Angylocalyx och familjen ärtväxter. IUCN kategoriserar arten globalt som sårbar. Inga underarter finns listade i Catalogue of Life.